# ベドウィン

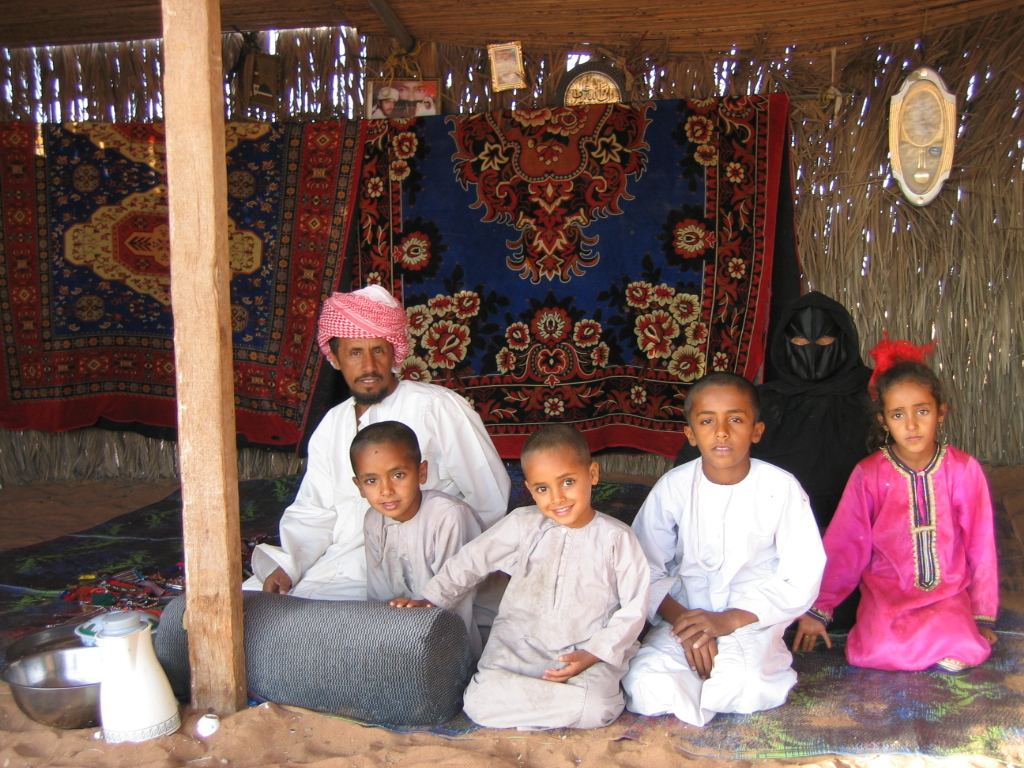
ベドウィンの一家（オマーン）

ベドウィンとは、アラビア語の badawī (بدوي, バダウィー) からくる、砂漠の住人を指す一般名詞で、普通アラブの遊牧民族に対して使う。

## 概説
バダウィーとは「バーディヤ（بادية, bādiya, 町ではない所）に住む人々」という意味を持つ。ハダリー（حضريّ, ḥadarī）、つまり「町に住む人々」と呼ばれる定住民と対応しているが、ハダリーと共生関係をつくり相互依存をしてもいる。

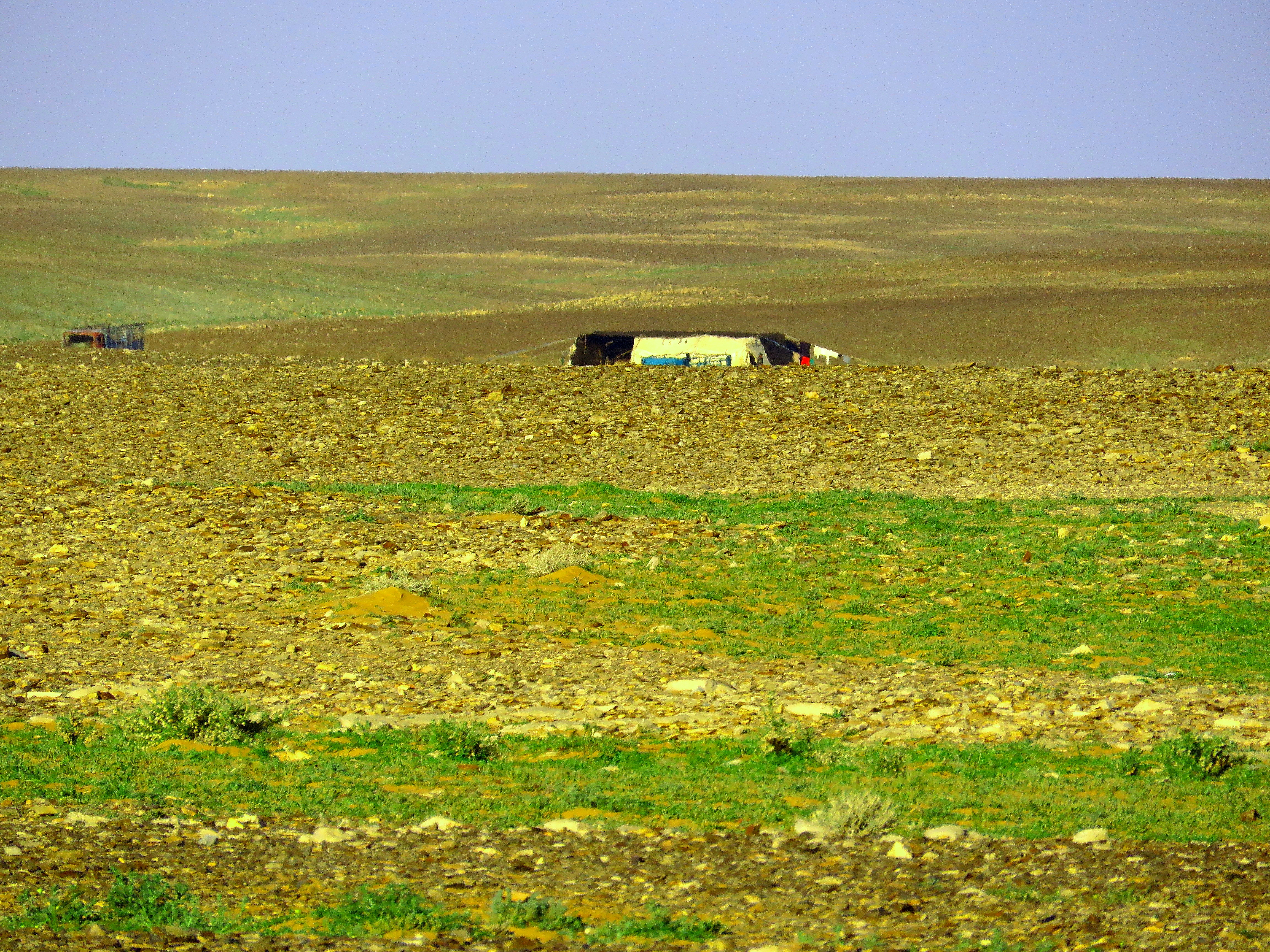
放牧に適した場所に立つテント（ヨルダン南部）

ベドウィンが町を防衛したり、ハダリーが所有する家畜を預かって飼育する一方、ハダリーがベドウィンの所有する土地を管理し農作物を売ったりすることがある。
「アラビア半島を中心にラクダ・羊の放牧や売買をおこない、輸送や他の仕事を営むアラブ系の遊牧民」というのが、ベドウィンの一般的でゆるやかな定義である。彼らの姿は、広くサハラ砂漠の大西洋岸から、西部砂漠、シナイ半島、ネゲブ砂漠、アラビア砂漠へと伸びるほとんどの砂漠地帯で見られる。
ベドウィンは、時にはアラブ以外の民族、特に紅海のアフリカ海岸のベヤ族をも含めて使われることがある。

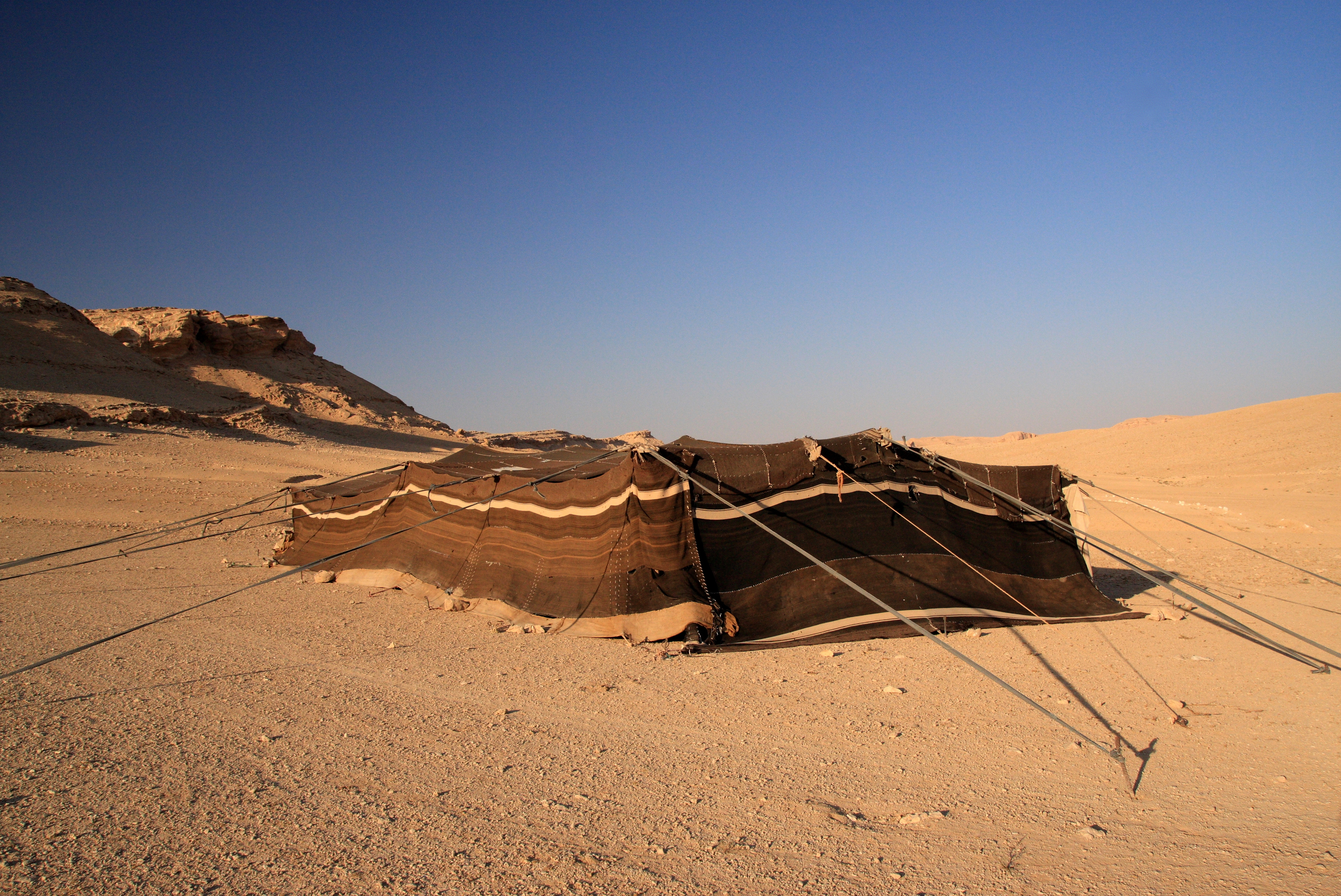
ベドウィンの毛織テント（シリア）

## 歴史
アラビア半島においては、南端の農耕地帯に余剰人口が生ずるにいたり、農耕民の中で進取の気性ある者が耕作不能な土地に家畜を連れて北上したのが、ベドウィンの始まりとされる。
ベドウィンを意味するヘブライ語から「アラブ」という語が導かれたという説もあり、ベドウィンが古くからアラブと呼ばれていたことは多くの碑文や史料に示されている。コーランに出てくる「アラブ」はベドウィンを指しており、「ベドウィンの言葉をコーランの言葉としても、町の住人の言葉としても用いられるものとする」と記されている。このことはつまり、ベドウィンの言葉がアラビア語として最も純粋であるという学説の根拠となっている。

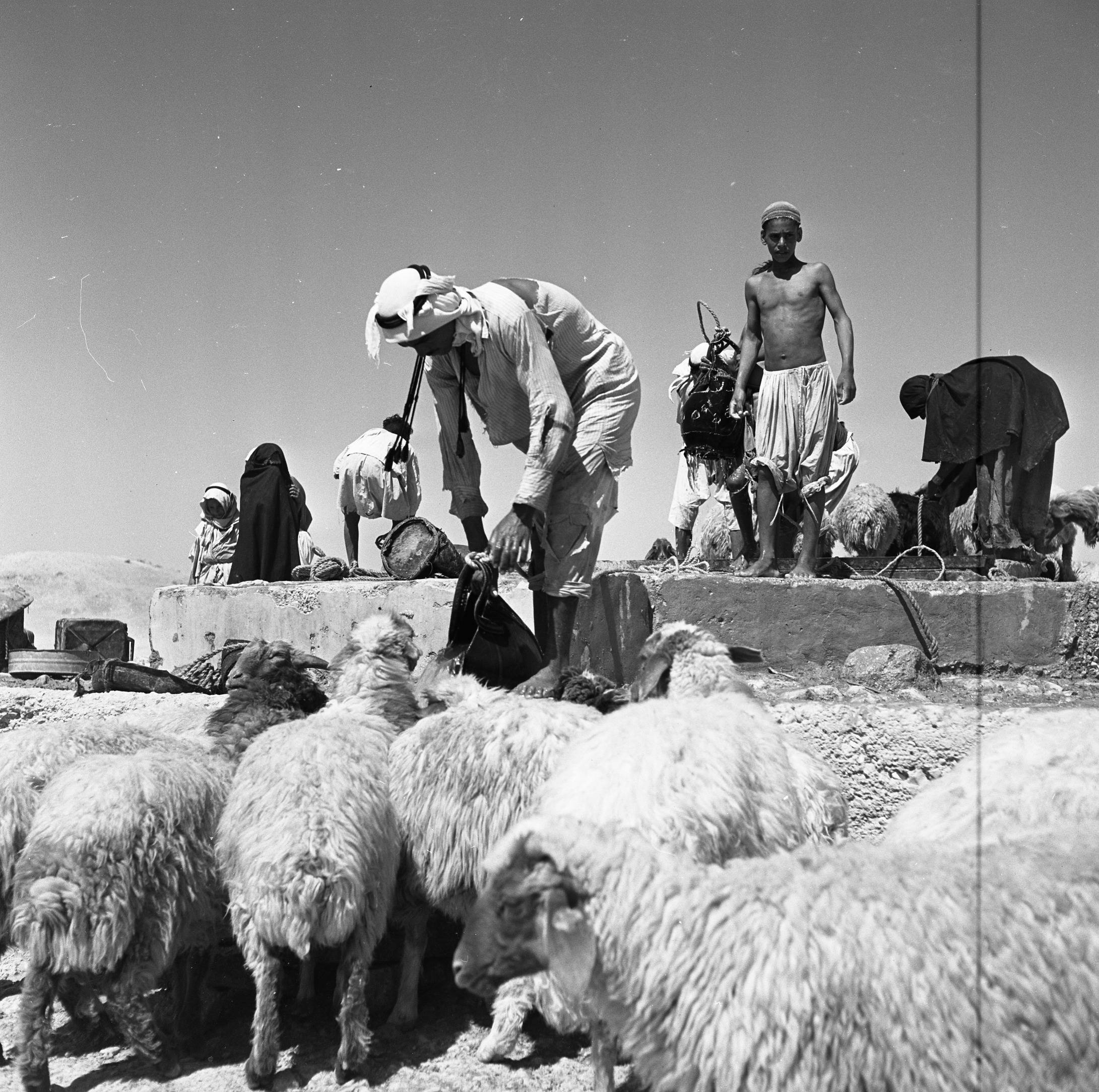
井戸で家畜に水をやるベドウィンたち（1955年、イスラエルのアラブ系遊牧民）

イスラム以前のアラブは、ベドウィンの社会をそのまま反映して血縁関係を第一に尊重し、数限りない小部族に分かれ紛争に明け暮れていた。そのような部族主義を排除して唯一の神アッラーによる共同体を目指すのがイスラムであり、預言者ムハンマドはベドウィンの伝統に執着する頑迷さを非難もしている。イスラムが商業都市メッカで誕生したために砂漠で移動生活をしている人々に浸透しにくかったという事情を物語っているのかもしれない。逆に、イスラムの禁欲主義・勇敢さ・連帯意識などの価値観はムハンマド以前からベドウィンによって培われていた、とも考えられる。
ベドウィンという呼称には、町や文明を知らない者という軽蔑の意味合いと、伝統に従い誇り高く独立した生活を営む民という意味合いがふくまれ、ベドウィンと町に住む者との優劣が論じられてきた。14世紀の歴史家イブン・ハルドゥーンは『歴史序説』において、砂漠のアラブ人（ベドウィン）の生活や性質を分析して「田舎や砂漠の生活形態は都会に先行し、文明の根源である」という命題を導いた。

## 生活の変遷

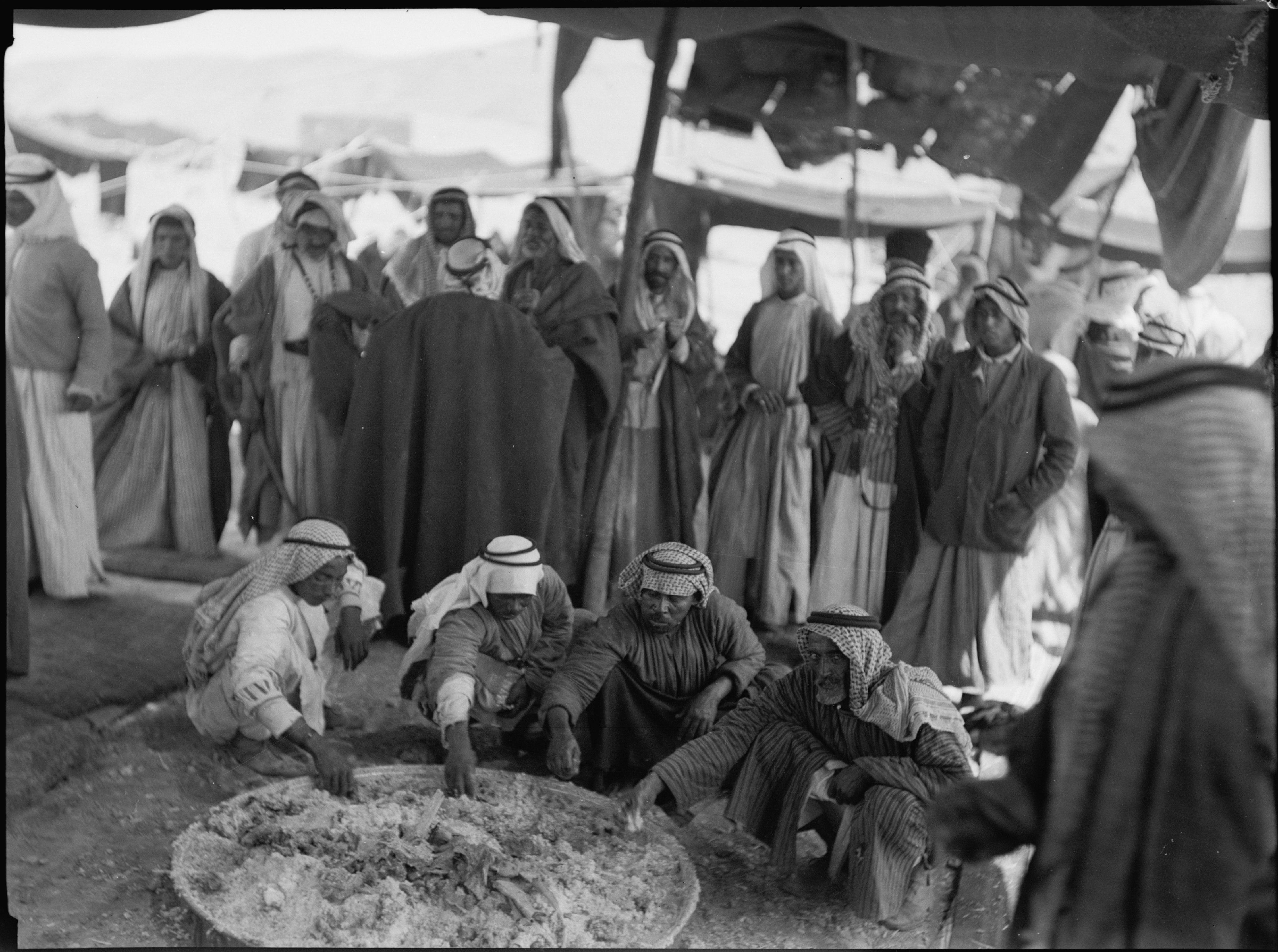
テントの下でベドウィン伝統的料理である大盆の肉乗せ米飯料理（マンサフ）を囲む人々（1930年代、ヨルダン）

パン焼き鉄板で薄手のパンを焼く女性（1920年代）

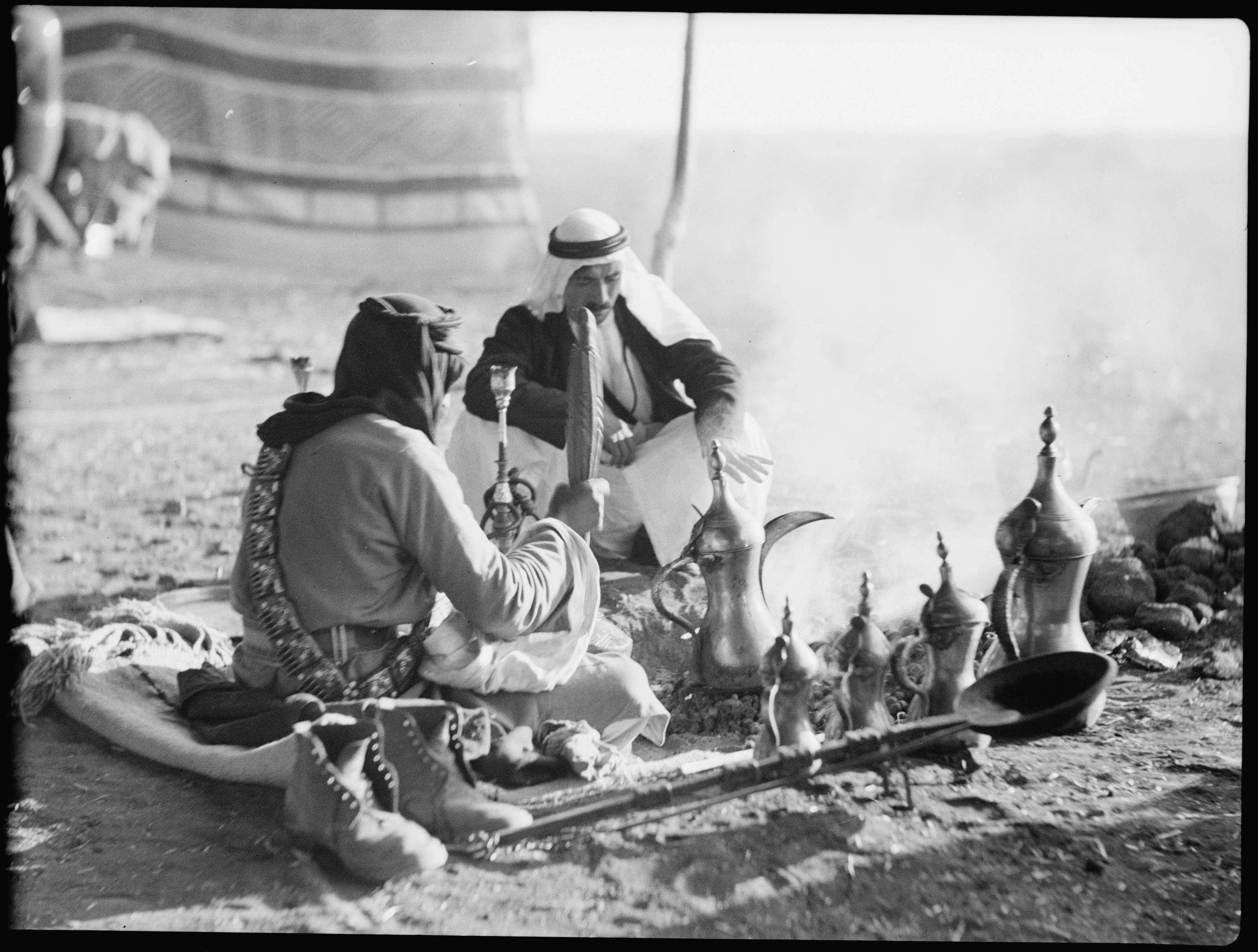
アラブ遊牧民社会の食文化に欠かせない存在として定着したコーヒー（1920年、トランスヨルダン）

1950年代から1960年代に始まり、遊牧範囲の縮小と人口増加から、多くのベドウィンは伝統的遊牧生活を捨てて、中東の都市部に住むようになった。
例えばシリアでは、ベドウィンの生活様式は、1958年から1961年にかけての厳しい干ばつの間に、劇的に変わった。この干ばつでは多くのベドウィンが、通常の仕事のため集合を断念せねばならなかった。
同様に、エジプト政府の政策、リビアとペルシア湾の石油生産、死海周辺の国境による分断と政情不安（パレスチナ問題）、そして生活水準改善への願望から、大部分のベドウィンはいまや遊牧民というよりも、様々な国家に定住した市民であるといえる。
政府の定住政策は普通、学校や保健、法などのサービス実施の都合からくる。こういった施策は、半遊牧の田園詩人が相手より、定住した人々を相手に実施するほうがはるかに容易であるからである
例はシャティの参考文献（1986年)。

## ベドウィンの伝統文化
ベドウィンは伝統的に、関連部族に分けられており、これらの部族は、いくつかのレベルで組織化される。広く引用されるベドウィンの言葉に「私は私の兄弟に対して、私と私の兄弟は私のいとこに対して、私と私の兄弟と私のいとこは世界に対して」というものがある。1つのテント（bayt）に住む個々の家族単位の典型的なものは、3～4人の成人（結婚した夫婦と兄弟、もしくは親）とあらゆる数の子供からなり、半遊牧の生活に専念し、水と植物資源を追って一年を通して移住した。王族は伝統的にラクダの遊牧を、他は羊やヤギの遊牧を行った。
遊牧を通じた食文化として、羊乳を使ったフェタチーズやラバン（飲むヨーグルト）、羊肉を使ったザルブなどの料理が発達した
水と植物が豊かであれば、いくつかのテントが部隊を組んで旅をした。
これらのグループは、ときには家長の血族関係や婚姻関係で結ばれ（新しい妻は特に男性の親類を加わらせる可能性がある)、知人、もしくは明らかに定義される関係が部族が同じという以外には存在しないこともあった。
部族内に相互作用する次のものさしは、ibn amm あるいは普通3世代から5世代の間の血族であった。
彼らはしばしば「goums」を組んだが、goums は一般にまったく同じ集団のタイプの人々から成るせいであろうか、「血族」はよくいくつかの経済活動に関わって頻繁に分割された。
それにより、家系グループのメンバーの1グループが経済的困難に陥ったとき、他のメンバーがサポートに回る、という危機管理を可能にするのである。

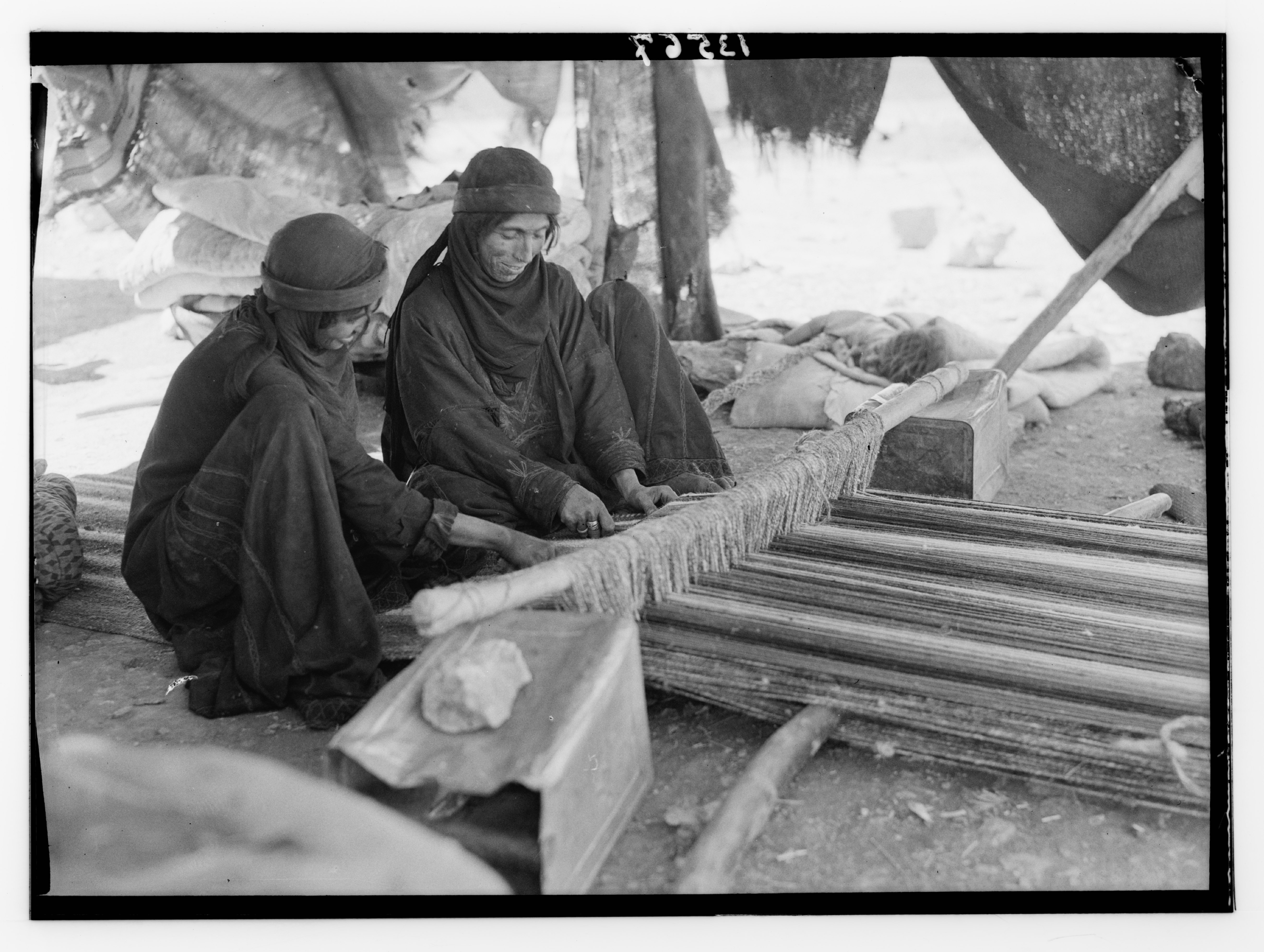
毛織物を作るベドウィンの女性たち（1940年代）

「血族」という句は純粋に家長の取り決めをいうようであるが、実際のところ集団は流動的で、新しいメンバーを受け入れれば系図の方を適応させるのである。
部族に相互作用する最も大きなものさしは、もちろん一人のシャイフ（Sheikh，長老・族長）に導かれる部族全体である。
部族はしばしば、一人の人物を共通の祖先とする血族であると主張する - 上記のように、これは家長制度的には見えるが、実際のところ、新しいグループは祖先を一致させるために家系図を作り直すのである。
部族の水準とは、ベドウィンと、その外側の管理と組織の調停する水準である。
これらの項に対する詳細は、シャティ（1996年）とランカスター（1997年)の参考文献を参照。

## ベドウィンの部族と人口
ベドウィンには多くの部族が存在するが、その総人口はしばしば計上が難しいとされる。多くのベドウィンが、遊牧あるいは半遊牧生活を送ることをやめて（上記参照)、一般住民に加わったためである。
いくつかの部族とその歴史的人口は以下のとおりである。
- バニー・アティーヤ(بني عطية, Banī ʿAṭīya)：サウジアラビアの北西部、タブーク行政区に住む。
- アニザ（عنزة, ʿAniza）：サウジアラビア北部、イラク西部、シリアのステップに住む。
- ルワッラ（رولة, Ruwalla）：アニザから分離した大きな氏族。サウジアラビアに住むが、ヨルダンを経てシリア、イラクにも伸びる。ランカスターによれば、1970年代のルワラ部族は 250,000 人から 500,000 人を数えた。
- アル＝ホウェイタート（حويطات, 文語発音：al-Ḥuwayṭāt ないしは al-Ḥuwaiṭāt, アル＝フワイタート、口語発音：al-Ḥoweiṭāt）：ヨルダンのワディ・アラバ、ワディ・ラムにすむ。
- バニー・サフル（بني صخر, Banī Sakhr）：シリア及びヨルダン。
- アール・ムッラ（آل مرة, Āl Murra）：サウジアラビア周辺。
- バニー・ハージル（بني هاجر, Banī Hājir）：サウジアラビアと東部湾岸州。
- バニー・ハーリド（بني خالد, Banī Khālid）：ヨルダン、イスラエル、パレスチナ自治区、シリア、アラビア半島東部。イスラエルと自治区の大部分のベドウィンは、イスラエル・アラブと認識する。
- シャンマル（شمّر, Shammar）：サウジアラビア、イラク中西部。2番目に大きなベドウィン部族。
- ムタイル（مطير, Muṭayr ないしは Muṭair）：ベドウィンで最も大きな部族。ネジュド高原に住むが、小さな家族集団が湾岸州にも多く住む。この部族はクウェートの支配者一族に最大の影響力を持ち、金銭、力、敬意の点でクウェートで最も有力な部族であると考えられる。
- アル＝アジュマーン（العجمان, al-ʿAjman）：サウジアラビア東部、湾岸州。
- スダイル（سدير, Sudayr ないしは Sudair）：ネジュド南部、 サウジアラビアのスダイル地方周辺。
- アッ＝ダワースィル（الدواسر, 文語発音：al-Dawāsir、口語発音：al-Duwāsir（アッ＝ドゥワーシル）等）：リヤド南部、クウェート。
- スバイア（سبيع, Subayʿ ないしは Subaiʿ）：ネジュド中央、クウェート。
- ハルブ（حرب, Ḥarb）：大きな部族で、メッカ周辺に住む。
- ジュハイナ（جهينة, Juhayna ないしは Juhaina）：大きな部族で、第一次世界大戦中はその戦士の多くが外国人傭兵としてファイサル王子のもとに集められた。メッカ周辺からマディーナ南部まで広がる。

## アラビアのロレンス
- オマー・シャリフは、デヴィッド・リーン監督による「アラビアのロレンス」（1962年)で、映画史上最も有名なベドウィン、ハリシュのシーク・シェリフ・アリ・イブンを演じた（「アラビアのロレンス　予告編」参照）。